# Oblężenia Taunton
Oblężenia Taunton – kilkakrotne próby zdobycia zamku, które miały miejsce pomiędzy wrześniem 1644 a lipcem 1645 roku, podczas angielskiej wojny domowej.
Siły Parlamentu dowodzone przez pułkownika Roberta Blake'a zostały oblężone w zamku w Taunton, jedynej enklawie Parlamentu na południowym zachodzie Anglii. Pierwsze oblężenie było w zasadzie dwumiesięczną blokadą z odległości 1,5 do 3 km w okresie od 23 września do 14 grudnia 1644 roku. 
Za drugim razem pułkownik Ralph Weldon zdołał wraz z posiłkami dostać się do Taunton i połączyć z Robertem Blakiem 11 maja 1645 roku. Połączone siły wciąż były jednak w stanie oblężenia. Gdy jednak Weldon opuścił zamek, został zmuszony do powrotu i ponownego zamknięcia się w murach. Właśnie z czasów drugiego oblężenia Taunton pochodzi słynna deklaracja Blake'a, że ma cztery pary butów i że zje trzy zanim się podda.
Tym razem oblężonym udało się przetrwać do zwycięskiej bitwy pod Naseby, kiedy to Thomas Fairfax przybył na czele swej armii pod Taunton i 9 lipca zdjął oblężenie.